# سویلویوو
سویلویوو (به صربی: Svilojevo) یک منطقهٔ مسکونی در صربستان است که در Apatin District واقع شده‌است. سویلویوو ۳۷٫۵۵ کیلومتر مربع مساحت و ۱٬۱۷۹ نفر جمعیت دارد و ۸۲ متر بالاتر از سطح دریا واقع شده‌است.